# Philippe Cornu
Pour les articles homonymes, voir Cornu.
Compléments
- spécialiste du bouddhisme
- traducteur du tibétain
- président de l'Institut d'études bouddhiques

Philippe Cornu, né à Paris en 1957, est un ethnologue, tibétologue et écrivain français auteur d'articles et livres sur le bouddhisme, et plus spécifiquement spécialiste du bouddhisme vajrayâna tibétain sur lequel portent ses recherches et sa pratique personnelle. Il est également traducteur du tibétain.

## Biographie

### Généralités
Né à Paris dans une famille athée, il se met à étudier le tibétain à l'âge de 18 ans puis devient bouddhiste en 1980. 
Philippe Cornu obtient son diplôme de pharmacien à l'UER l'université Paris-Descartes (Paris-V) en 1980.
En 1996, il obtient un diplôme d'études supérieures spécialisées (DESS) en ethnométhodologie de l'université Paris-Diderot (Paris-VII). En 2005, il soutient une thèse en ethnologie, anthropologie des religions à Paris-VII.
Il est président depuis 2002 de l'Institut d'études bouddhiques (IEB) – une association loi de 1901, anciennement Université bouddhique européenne (UBE) – et a assuré entre 2002 et 2020 un cours général sur le bouddhisme à l'Institut national des langues et civilisations orientales (INALCO),. 
Il est traducteur en français de plusieurs ouvrages tibétains et enseigne, depuis 2011, le bouddhisme, l'hindouisme et l'histoire des religions à l’Université catholique de Louvain (UCL) où il est professeur. Il y dirige chaque année un séminaire de recherche sur le bouddhisme dans le cadre de l'institut de recherche RSCS (Religions, Spiritualités, Cultures et Sociétés). Il est vice-président de l'Institut Khyèntsé Wangpo, sous la supervision spirituelle de Mila Khyèntsé Rinpoché.
Il participe au dialogue interreligieux au sein de l'association suisse Esprit des Traditions, association qui gère par ailleurs le site Dzogchen Today, toujours avec Mila Khyèntsé Rinpoché, avec qui il travaille également de manière proche au sein de l'association Rimé Thrinlé Ling.[Passage problématique]
Philippe Cornu a en outre fait partie du comité scientifique de la revue Les Cahiers bouddhiques de 2006 à 2021, après quoi, à la suite d'une modification des statuts de l'association, un «Conseil Scientifique de l'IEB» s'étant substitué à ce comité de lecture de la revue, il y a naturellement été rattaché. Il a été par ailleurs membre du laboratoire « Groupe de recherche en bouddhisme contemporain » (GRBC) à l’Institut de science et de théologie des religions (ISTR) de l'Institut catholique de Paris, à partir de 2004.
En 2012, il signe une pétition de spécialistes du Tibet demandant à Xi Jinping d'intervenir pour sauver la langue tibétaine.

### Spiritualité
Philippe Cornu fut l'un des premiers étudiants occidentaux de l'enseignant controversé Sogyal Rinpoché en France,. Selon Marion Dapsance, il est « « l’érudit » principal de Rigpa [...] de longue date ». Philippe Cornu est nommé membre du nouveau conseil de Vision de Rigpa en avril 2019, puis « enseignant confirmé de Rigpa » en août 2021. 
Particulièrement intéressé par le Dzogchen, il aurait aussi suivi de manière régulière depuis 1983 les enseignements de Chögyal Namkhai Norbu (Communauté Dzogchen) et ceux de Yongzin Tenzin Namdak de l'école Yung drung bön depuis 1999.

## Accueil critique
A propos de son Dictionnaire encyclopédique du bouddhisme, Guy Deleury mentionne qu'il intéressera « surtout ceux qui s’intéressent au bouddhisme tibétain, avec lequel l’auteur est le plus familier » et regrette « On y apprend aussi beaucoup sur le bouddhisme chinois et japonais, un peu moins sur le bouddhisme indien originaire. Par exemple, il ne nous signale pas quelle fut la langue maternelle du Bouddha, ni celle de sa prédication. [...] On nous renseigne sur le canon tibétain, sur le canon chinois, sur le canon pâli ; mais rien sur le canon sanskrit. Pourtant, l’ouvrage privilégie la terminologie sanskrite. ».
A propos du même ouvrage, Roger Pol-Droit indique dans Le Monde que « Le travail accompli par Philippe Cornu force l'admiration et le respect. […] un ouvrage capable de tenir compte des écoles les plus diverses, de la multiplicité des langues, de la variété des cultures, des époques, des tendances, des rites et des mythes dans lesquels le bouddhisme s'est à la fois inscrit et transformé. [...] On eût été enclin à en dissuader l'auteur. […] Voilà qu'il y est quand même parvenu, avec l'aide de quelques amis et complices, appartenant à la nouvelle génération des connaisseurs du bouddhisme. Inattendu, élaboré plus ou moins en marge des institutions […] ».  
À propos de l'ouvrage Le Bouddhisme, une philosophie du bonheur ? , Philippe Nassif use des qualificatifs de « formidable, et très pédagogique ».
Jean-Paul Ribes (vice-président de l'Institut d'études bouddhiques) qualifie le Guide du bouddhisme tibétain d'ouvrage « sérieux et fiable, [...] précis et pédagogique » d'où ont été écartés « les dévôts de Shugden et ceux de certains "maîtres" autoproclamés et affairistes ».
Dans sa propre préface à l'ouvrage Padmasambhava : Le Livre des morts tibétain, Matthieu Ricard qualifie de « lumineux et érudits » la  traduction depuis le tibétain et les commentaires de Philippe Cornu.

## Publications

### Livres
- L'Astrologie tibétaine, préface Francesca Yvonne Caroutch. 1re édition : éditions les Djinns, collection « Présences », Paris, 1990. 272 p.  (ISBN 2-908290-01-4) – Nouvelle édition augmentée : Guy Trédaniel, Paris, 1999. 375 p. + 12 p. d'illustrations.  (ISBN 2-84445-071-7).
- Longchenpa, la liberté naturelle de l'esprit (préface de Sogyal Rinpoché). Éditions du Seuil, coll. « Points. Sagesses » n° 66, Paris, 1994.  (ISBN 978-2-02-020704-1).
- Padmasambhava : la magie de l'éveil (avec la collaboration de Virginie Rouanet ; préface de Sogyal Rinpoché). Éditions du Seuil, coll. « Points. Sagesses » n° 116, Paris, 1997. 275 p.  (ISBN 2-02-023671-0).
- Le miroir du cœur. Tantra du Dzogchen (traduit du tibétain et commenté par Philippe Cornu). Éditions du Seuil, coll. « Points. Sagesses » n° 82, Paris, 1997. 284 p.  (ISBN 2-02-022848-3)
- Tibet : culture et histoire d'un peuple. Guy Trédaniel, collection « Le retour à l'esprit » n° 16, Paris, 1998. 63 p.  (ISBN 2-85707-995-8).
- Tibet : le rayonnement de la sagesse. Guy Trédaniel, collection « Le retour à l'esprit » n° 17, Paris, 1998. 63 p.  (ISBN 2-84445-024-5).
- Guide du bouddhisme tibétain. Librairie générale française, collection « Les guides Sélène », 1998. 351 p.  (ISBN 2-253-17041-0).
- La terre du Bouddha (avec 250 photographies de Michel Gotin). Éditions du Seuil, Paris, 2004. 315 p.  (ISBN 2-02-056896-9).
- Dictionnaire encyclopédique du bouddhisme. Nouvelle édition augmentée, Éditions du Seuil, Paris, 2006. 952 p.  (ISBN 2-02-082273-3).
- Le Bouddhisme : une philosophie du bonheur ? Douze questions sur la voie du Bouddha, Seuil, collection « Essais religieux », Paris, 2013. 320 p.  (ISBN 978-2-02-099579-5).
- Avec Bertrand Dumas La mort, un passage ? Regards croisés bouddhistes et chrétiens, Editions du Cerf, 2018,  (ISBN 2204126071)
- Manuels de bouddhisme, tome I, II et III — Philosophie, pratique et histoire, Rangdröl Publications (voir liens externes ci-dessous), 2019 
  - Tome I, Bouddhisme ancien et Theravāda
  - Tome II, Bouddhisme Mahāyāna
  - Tome III, Le Bouddhisme Vajrayāna

### Traductions
- Soûtra du Diamant et autres soûtras de la Voie médiane (traduit du tibétain par Philippe Cornu, du chinois et du sanskrit par Patrick Carré). Fayard, collection « Trésors du bouddhisme », Paris, mars 2001. 180 p.  (ISBN 2-213-60915-2). Contient : « Le sutra du diamant », trad. de la version tibétaine ; quatre versions du « Sutra du cœur », une trad. du sanskrit, deux du chinois et une trad. de la version tibétaine ; et deux versions du « Sutra de la Pousse de riz », trad. du tibétain et du chinois.
- Soûtra du Dévoilement du sens profond : Sandhinirmocanasûtra (traduit du tibétain et commenté par Philippe Cornu). Fayard, collection « Trésors du bouddhisme », Paris, septembre 2005. 152 p.  (ISBN 2-213-62705-3).
- Vasubandhu: Cinq traités sur l'esprit seulement (traduit du tibétain et commenté par Philippe Cornu), Fayard, collection « Trésors du bouddhisme », Paris, 2008. 302 p.  (ISBN 978-2-213-63604-7) (BNF 41218107).
- Padmasambhava: Le Livre des morts tibétain, préface Matthieu Ricard, (traduit du tibétain, introduit et commenté par Philippe Cornu), Buchet-Chastel, Paris, octobre 2009.
- Tsélé Natsok Rangdröl: Le Miroir de la vigilance, vie, mort, bards et renaissances dans le bouddhisme tibétain Rangdröl Publications, 2022.

### Préfaces
- Francis Tiso, Corps arc-en-ciel et résurrection. La disparition du corps physique dans le christianisme ancien et le dzogchen], trad. P. Baffier et G. Langouet, Bruxelles, Vues de l'esprit, 2024.
- Damien Brohon, Au travers du visible, un parcours du regard, éditions Vues de l'esprit, 2022.
- Jacques Scheuer, Sagesse et compassion. Les deux ailes du bouddhisme, Deux Océans, 2021.

### Articles
- « Le bouddhisme, une religion à la conquête du monde », 1er janvier 2001,  L'Histoire, n°250, p. 52